# Reinhard Kiefer

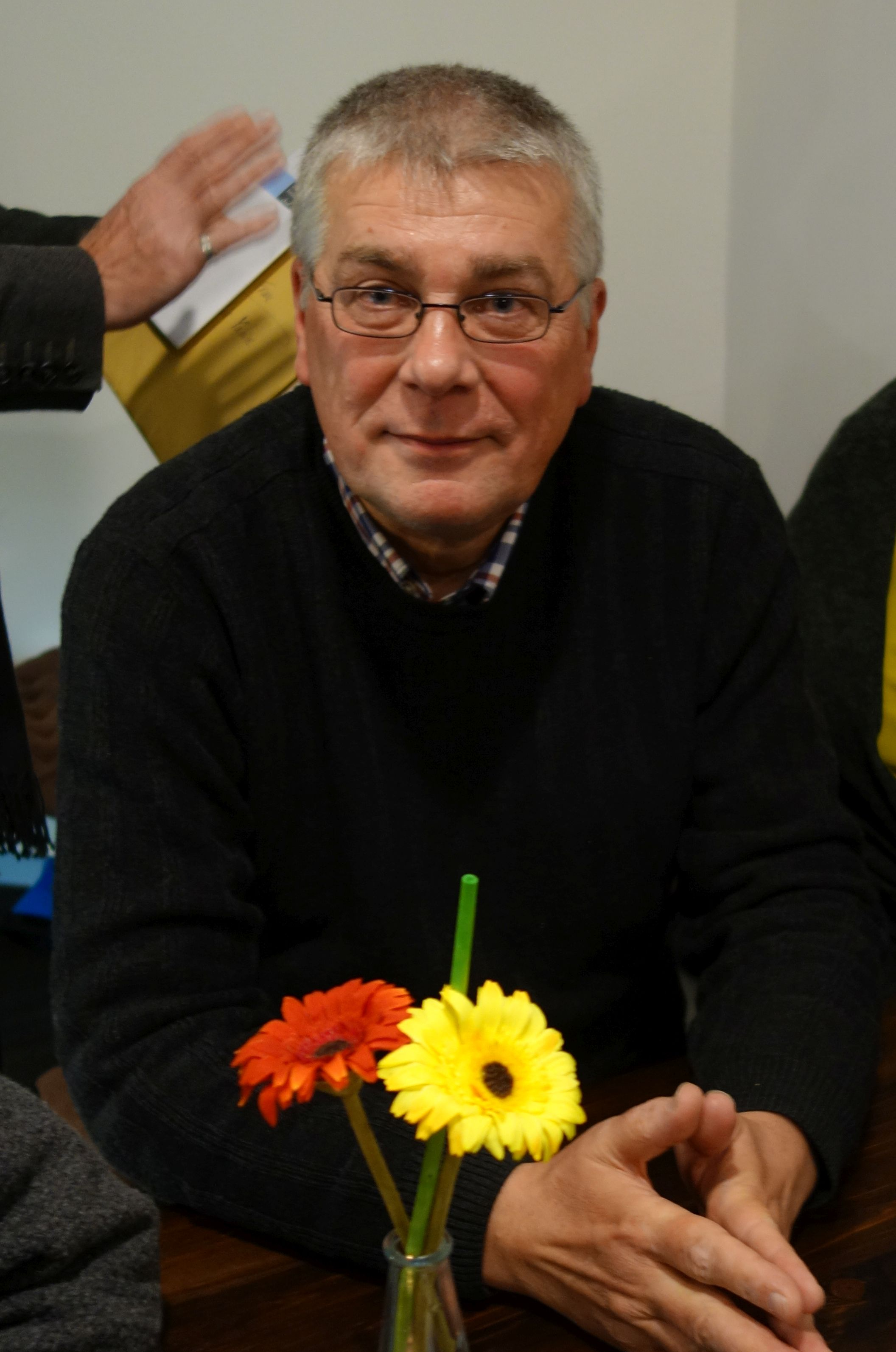
Reinhard Kiefer (2015)

Reinhard Kiefer (* 12. Oktober 1956 in Nordbögge) ist ein deutscher Schriftsteller und Literaturwissenschaftler.

## Leben
Reinhard Kiefer studierte Germanistik und evangelische Theologie an der RWTH Aachen, wo er über Ernst Meister promovierte, sich habilitierte und seit 1998 eine Dozentur für Neuere deutsche Literaturgeschichte innehat. Er verfasst neben wissenschaftlichen Arbeiten Gedichte, Essays, Prosa und Übersetzungen aus dem Französischen (Arthur Rimbaud), die in Anthologien, Jahrbüchern und Literaturzeitschriften veröffentlicht wurden. Kiefer debütierte 1981 mit dem Gedichtband hofnarrenkorrespondenz. Seit 1981 sind fünfzehn Bücher von Kiefer im Rimbaud Verlag erschienen. Er ist Vorsitzender der |Ernst-Meister-Gesellschaft.
Literarische Arbeiten des Autors wurden in mehrere Sprachen übersetzt; zuletzt (2009) erfolgte die Übersetzung seines Prosawerkes Café Moka ins Arabische (Verlag Diwan Al-Masar, Bagdad und Beirut; Übersetzer: Mohammed Khallouk).
Reinhard Kiefer lebt in Aachen. Dort ist er ehrenamtlich als Evangelist in der Neuapostolischen Kirche tätig. Seit 2000 ist Reinhard Kiefer Mitarbeiter des Verlags Friedrich Bischoff in Frankfurt, der sich im Eigentum der Neuapostolischen Kirche befindet. Dort war er als theologischer Referent des Verlagsleiters tätig. Seit 2010 ist die theologische Abteilung des Verlags der Neuapostolischen Kirche International mit Sitz in Zürich angegliedert. Reinhard Kiefer unterstützt und berät nun das neuapostolische Kirchenoberhaupt – den Stammapostel (seit 2013 ist dies Jean-Luc Schneider) – in seinen theologischen Entscheidungen.

## Werke
- Zwölf Poeme. Gedichte. 1983
- Ein Geheimnis im Oberwald. Roman. 1984.
- aus der messingstadt. Gedichte. 1990.
- liegenschaften am atlantik. Gedichte. 1997.
- schwärmerlatein oder küchenhebräisch. Ausgewählte Gedichte. 2000.
- Thomas Mann. Letzte Liebe. Prosa. 2001.
- Vor der Natur. Ein Satzbau. 2001.
- Café Moka. Nachschreibungen zu Agadir. 2003.
- nur die fenster im blick. Gedichte. 2005.
- Halbstadt. Roman. 2006.
- Die Wiedereinführung der Sprichwörter. Ein Satzbau II. 2009.
- Marokkanische Geschichten. 2011.
- Die Goldene Düne. Marokkanisches Tagebuch 1983-2013. 2014.
- Warum wir sterben müssen ∙ Ein Satzbau III, Rimbaud Verlag, Aachen 2019.

## Auszeichnungen
- 1983: Lyrikpreis NRW-Autorentreffen
- 1987: Aachener Literaturpreis (Förderpreis)
- 1992: Borchers-Plakette
- 1992: Friedrich-Wilhelm-Preis der RWTH Aachen